# パピプリオとルーパー
レオパルドン・パピプリオとルーパーは、雷句誠の漫画作品『金色のガッシュ!!』および同作を原作としたテレビアニメ『金色のガッシュベル!!』の登場人物である。

## レオパルドン・パピプリオ
声 - 山崎みちる
- 本の色：濃いターコイズブルー
- 人間換算年齢：8歳
- 好きな食べ物：魚、シガレットチョコ、ラーメン
- 趣味：人をバカにすること、ナンパ、遊園地で遊ぶこと

王子様のような格好をしたチビっ子魔物。努力家ではあるが幼稚でワガママ、臆病でその上セコい。様々な効果を持った液体を吐き出す術（息属性）を使い、術が出ている時はガッシュのように気絶することは無い。
当初はなぜか単独では役に立たないような効果の術ばかりを覚えてしまうため、初登場時はゾボロンたちと手を組み共に行動していた。日本の遊園地で遭遇したガッシュとティオのコンビに敗れ、ゾボロンは魔界へと送還されたが新呪文の「モケルド」により何とか逃げ延びた。
その後暫くは登場しなかったが（石版編含む）、ファウード編においては付け髭を付けていた。リオウたちの手下となって再びガッシュの前に現れ（ここでは他の魔物と組んでの行動が無いので酷く浮いた状態となっている）、レインに加担するガッシュを妨害するくらいまで強くなっている。ファウードの主がゼオンに変わった時に「ゴデュファ」を受けようとするが呪文を間違えて覚えていたため、ファウードの力を貰うことが出来なかった。その後、結果的にファウードの日本到着の時間を遅れさせたりした（しかし、これは本人たちはファウードからの脱出目的）。あまりに激しい戦いに恐れをなして逃げ出したところをジードに捕まり、ルーパーを人質に取られる形でゼオンとの戦いで絶体絶命となったガッシュたちの前に（半ば強制的にだが）味方となって登場。命懸けでゼオンに立ち向かうロデュウの姿に感化され、彼の肉体の崩壊前に本を燃やして魔界へと帰した。
結局、王を決める戦いの最後の10人に生き残っているが、これは作者にとっても「想定外の出来事」だった。ファウード編が終わるとアメリカを拠点にタレント活動をし、その途中でキャンチョメと再会し仲良くなった。お使いの途中でゴームに襲われるも、ルーパーに守られてキャンチョメによって助けられる。しかしゴーム戦の後、ヴィノーの不意打ちからパートナーたちを守るためにキャンチョメと共に本を投げ飛ばし燃やされる。キャンチョメから「ガッシュは必ず王になって魔界を救う」と元気づけられ、ルーパーに「今まで楽しかった」と涙ながらに感謝しながらキャンチョメと共に魔界に帰った。最終話ではキャンチョメやゴームと和解し仲良く暮らしている様子。ちなみにキャンチョメと友達になるまでは魔界や人間界では友達がいなかったため、キャンチョメと友達になった時は非常に嬉しそうな顔をしていた。
アニメ版では、ガッシュたちの前に登場するが2人とも清麿やリオウに忘れられるほど浮いていた。そのため、レイン時の対ロデュウ戦前のガッシュに挑んだ際には彼らの名を思い出せないガッシュに「パンブリと…モジャモジャ!!」と言われ、さらには双方から「そーいえばいたな、コイツら…」と言われる始末だった。それでも戦おうとし呆気なくやられてしまうが結局は送還せず終いで出番を終えた。ルーパーにはことごとく「パピーちゃーん」と呼ばれていた（レイン戦の時）。
作者は彼らのことを「ハリウッドコンビ」と称している。

### 呪文
1. ダレイド
触れてから少し時間が立つと固まる液体を口から吐く。
2. ポレイド
触れると体が数分後に麻痺する液体を口から吐く。また、麻痺になってから数分経つと効果が薄れていく。
3. モケルド
口から煙幕を放つ。
4. ギガノ・ジョボイド
「ジョボイド」の強化版で再登場直後の最大呪文。岩を溶かすほどの強力な酸の液体を口から放つ。
5. ニュレイド
立っていられなくなるほどよく滑る液体を口から吐く。
6. モスレイド
触れると行動不能になるほどの強烈な痒みを起こす霧を口から放つ。
7. アミレイド
対象を捕獲できる丈夫な網を肩の部分の模様から出す。
8. ジョボイド
壁を溶かす程度の威力の酸を口から放つ。
9. ディオガ・ジョボイド
パピプリオの最大呪文。「ギガノ・ジョボイド」よりもさらに強大な酸を口から放つ。

## ルーパー
声 - 桜井ちひろ
パピプリオの本の持ち主。アフロヘアーに濃い顔の黒人女性。理由は不明だがシスターの服の黒色を着ており、ワイフと同じく胸が大きい。ファウード編以降はパピプリオを「パピー（ちゃん）」と呼ぶ。国籍はアメリカ。パピプリオとは息子の墓参りの時に出会った。
過去に7歳の息子を心臓の病気で亡くしており、パピプリオを本当の我が子のように可愛がって愛しており、パピプリオをゴームの術から守る際には「私は貴方のお母さんだから」とも発言するほど。それゆえ、彼のためなら仲間の筈のゾボロンとパートナーのヒゲを盾にしたり（ヒゲの方が先にパピプリオを盾にしていた）、敵の攻撃でボロボロになりながらも庇ったり、王の戦いの敗北を避けるための核シェルターを買おうとしたり、キャンチョメに「友達になってあげてね」とお願いする、自らゴームの術の盾になるなど身を尽くして彼を守ろうとした。結局はゴームとの戦いでパピプリオと別れることになってしまったが、最終回でパピプリオからの手紙を受け取った際には泣きながら喜んでいた。
「ブス」と呼ばれても「ブスでも料理は上手い」とさらりと受け流すが、「マネキンババア」と言われるとなぜか怒る。
モデルは『天使にラブ・ソングを…』に主演として出ている時のウーピー・ゴールドバーグ。